# Toni Brogno
Pour les articles homonymes, voir Brogno.
Antonio Brogno dit Toni Brogno, né le 19 juillet 1973 à Marchienne-au-Pont (Charleroi) en Belgique, est un footballeur international belge qui joue au poste d'attaquant.

## Biographie
Il a été sélectionné à six reprises en équipe nationale, entre 1998 et 2000. Alors meilleur buteur du championnat belge, il est retenu dans une liste de 24 joueurs par le sélectionneur Robert Waseige en vue de l'Euro 2000, organisé en Belgique et Hollande. Il est finalement écarté de la liste finale des 22 joueurs appelés à disputer la compétition, en compagnie de Danny Boffin. Le carolorégien considère cette éviction comme la plus grande déception de sa carrière.
À l'intersaison en 2000, il signe un contrat de trois ans au CS Sedan, fraîchement promu en Ligue 1.
A l'issue de sa carrière, il se reconvertit en tant que vendeur d'articles de sports, au sein du magasin Decathlon de Châtelineau,,.

## Statistiques

### En club
| Saison                | Club                  | Championnat           | Championnat | Championnat | Championnat | Coupe nationale | Coupe nationale | Coupe nationale | Coupe de la Ligue | Coupe de la Ligue | Coupe de la Ligue | Compétition(s) continentale(s) | Compétition(s) continentale(s) | Compétition(s) continentale(s) | Compétition(s) continentale(s) | Autres compétitions | Autres compétitions | Autres compétitions | Autres compétitions | Belgique | Belgique | Belgique | Total | Total | Total |
| Saison                | Club                  | Division              | M.          | B.          | P.d.        | M.              | B.              | P.d.            | M.                | B.                | P.d.              | Comp.                          | M.                             | B.                             | P.d.                           | Comp.               | M.                  | B.                  | P.d.                | M.       | B.       | P.d.     | M.    | B.    | P.d.  |
| 1994-1995             | Charleroi SC          | Division 1            | 6           | 0           | 0           | -               | -               | -               | -                 | -                 | -                 | C3                             | 1                              | 0                              | 0                              | -                   | -                   | -                   | -                   | -        | -        | -        | 7     | 0     | 0     |
| 1995-1996             | Olympic CC            | Division 3A           | 30          | 12          | 0           | -               | -               | -               | -                 | -                 | -                 | -                              | -                              | -                              | -                              | -                   | -                   | -                   | -                   | -        | -        | -        | 30    | 12    | 0     |
| 1996-1997             | Olympic CC            | Division 2            | 32          | 13          | 0           | -               | -               | -               | -                 | -                 | -                 | -                              | -                              | -                              | -                              | -                   | -                   | -                   | -                   | -        | -        | -        | 32    | 13    | 0     |
| Sous-total            | Sous-total            | Sous-total            | 68          | 25          | 0           | -               | -               | -               | -                 | -                 | -                 | -                              | 1                              | 0                              | 0                              | -                   | -                   | -                   | -                   | -        | -        | -        | 69    | 25    | 0     |
| 1997-1998             | KVC Westerlo          | Division 1            | 25          | 8           | 1           | -               | -               | -               | 4                 | 1                 | 0                 | -                              | -                              | -                              | -                              | -                   | -                   | -                   | -                   | -        | -        | -        | 29    | 9     | 1     |
| 1998-1999             | KVC Westerlo          | Division 1            | 27          | 11          | 2           | 3               | 0               | 0               | 2                 | 2                 | 0                 | -                              | -                              | -                              | -                              | -                   | -                   | -                   | -                   | 2        | 0        | 0        | 34    | 13    | 2     |
| 1999-2000             | KVC Westerlo          | Division 1            | 32          | 30          | 3           | 2               | 1               | 1               | 2                 | 0                 | 0                 | -                              | -                              | -                              | -                              | -                   | -                   | -                   | -                   | 5        | 0        | 0        | 41    | 31    | 4     |
| Sous-total            | Sous-total            | Sous-total            | 84          | 49          | 6           | 5               | 1               | 1               | 8                 | 3                 | 0                 | -                              | -                              | -                              | -                              | -                   | -                   | -                   | -                   | 7        | 0        | 0        | 104   | 53    | 7     |
| 2000-2001             | CS Sedan              | Division 1            | 23          | 6           | 0           | -               | -               | -               | 1                 | 0                 | 0                 | -                              | -                              | -                              | -                              | -                   | -                   | -                   | -                   | -        | -        | -        | 24    | 6     | 0     |
| 2001-2002             | CS Sedan              | Division 1            | 6           | 2           | 0           | -               | -               | -               | -                 | -                 | -                 | C3                             | 2                              | 2                              | 0                              | -                   | -                   | -                   | -                   | -        | -        | -        | 8     | 4     | 0     |
| Sous-total            | Sous-total            | Sous-total            | 29          | 8           | 0           | -               | -               | -               | 1                 | 0                 | 0                 | -                              | 2                              | 2                              | 0                              | -                   | -                   | -                   | -                   | -        | -        | -        | 32    | 10    | 0     |
| 2002-2003             | KVC Westerlo          | Division 1            | 32          | 10          | 0           | 2               | 1               | 0               | -                 | -                 | -                 | -                              | -                              | -                              | -                              | -                   | -                   | -                   | -                   | -        | -        | -        | 34    | 11    | 0     |
| 2003-2004             | KVC Westerlo          | Division 1            | 29          | 7           | 0           | 2               | 0               | 0               | -                 | -                 | -                 | -                              | -                              | -                              | -                              | -                   | -                   | -                   | -                   | -        | -        | -        | 31    | 7     | 0     |
| Sous-total            | Sous-total            | Sous-total            | 61          | 17          | 0           | 4               | 1               | 0               | -                 | -                 | -                 | -                              | -                              | -                              | -                              | -                   | -                   | -                   | -                   | -        | -        | -        | 65    | 18    | 0     |
| 2004-2005             | Charleroi SC          | Division 1            | 32          | 8           | 2           | 4               | 3               | 0               | -                 | -                 | -                 | -                              | -                              | -                              | -                              | -                   | -                   | -                   | -                   | -        | -        | -        | 36    | 11    | 2     |
| 2005-2006             | Charleroi SC          | Division 1            | 23          | 1           | 0           | 4               | 0               | 0               | -                 | -                 | -                 | CI                             | 2                              | 0                              | 0                              | -                   | -                   | -                   | -                   | -        | -        | -        | 29    | 1     | 0     |
| Sous-total            | Sous-total            | Sous-total            | 55          | 9           | 2           | 8               | 3               | 0               | -                 | -                 | -                 | -                              | 2                              | 0                              | 0                              | -                   | -                   | -                   | -                   | -        | -        | -        | 65    | 12    | 2     |
| 2006-2007             | OH Louvain            | Division 2            | 25          | 13          | 0           | -               | -               | -               | -                 | -                 | -                 | -                              | -                              | -                              | -                              | -                   | -                   | -                   | -                   | -        | -        | -        | 25    | 13    | 0     |
| 2007-2008             | OH Louvain            | Division 2            | 28          | 11          | 0           | 2               | 0               | 0               | -                 | -                 | -                 | -                              | -                              | -                              | -                              | -                   | -                   | -                   | -                   | -        | -        | -        | 30    | 11    | 0     |
| Sous-total            | Sous-total            | Sous-total            | 53          | 24          | 0           | 2               | 0               | 0               | -                 | -                 | -                 | -                              | -                              | -                              | -                              | -                   | -                   | -                   | -                   | -        | -        | -        | 55    | 24    | 0     |
| 2008-2009             | Olympic CC            | Division 2            | 28          | 5           | 0           | 1               | 0               | 0               | -                 | -                 | -                 | -                              | -                              | -                              | -                              | TF                  | 4                   | 0                   | 0                   | -        | -        | -        | 33    | 5     | 0     |
| Total sur la carrière | Total sur la carrière | Total sur la carrière | 378         | 137         | 8           | 20              | 5               | 1               | 9                 | 3                 | 0                 | -                              | 5                              | 2                              | 0                              | -                   | 4                   | 0                   | 0                   | 7        | 0        | 0        | 423   | 147   | 9     |

### En sélections nationales
| Saison                | Sélection             | Campagne              | Phases finales | Phases finales | Phases finales | Éliminatoires | Éliminatoires | Éliminatoires | Matchs amicaux | Matchs amicaux | Matchs amicaux | Total | Total | Total |
| Saison                | Sélection             | Campagne              | Sél.           | Cap.           | Buts           | Sél.          | Cap.          | Buts          | Sél.           | Cap.           | Buts           | Sél.  | Cap.  | Buts  |
| --------------------- | --------------------- | --------------------- | -------------- | -------------- | -------------- | ------------- | ------------- | ------------- | -------------- | -------------- | -------------- | ----- | ----- | ----- |
| 1998-1999             | Belgique aspirants    | -                     | -              | -              | -              | -             | -             | -             | 1              | 1              | 0              | 1     | 1     | 0     |
| Sous-total            | Sous-total            | Sous-total            | -              | -              | -              | -             | -             | -             | 1              | 1              | 0              | 1     | 1     | 0     |
| 1998-1999             | Belgique              | Euro 2000             | -              | -              | -              | -             | -             | -             | 5              | 2              | 0              | 5     | 2     | 0     |
| 1999-2000             | Belgique              | Euro 2000             | -              | -              | -              | -             | -             | -             | 6              | 5              | 0              | 6     | 5     | 0     |
| Sous-total            | Sous-total            | Sous-total            | -              | -              | -              | -             | -             | -             | 11             | 7              | 0              | 11    | 7     | 0     |
| Total sur la carrière | Total sur la carrière | Total sur la carrière | -              | -              | -              | -             | -             | -             | 12             | 8              | 0              | 12    | 8     | 0     |

### Matchs internationaux
| Matchs internationaux de Toni Brogno | Matchs internationaux de Toni Brogno | Matchs internationaux de Toni Brogno             | Matchs internationaux de Toni Brogno | Matchs internationaux de Toni Brogno | Matchs internationaux de Toni Brogno | Matchs internationaux de Toni Brogno | Matchs internationaux de Toni Brogno                              |
| #                                    | Date                                 | Lieu                                             | Adversaire                           | Résultat                             | Compétition                          | Club                                 | Notes                                                             |
| ------------------------------------ | ------------------------------------ | ------------------------------------------------ | ------------------------------------ | ------------------------------------ | ------------------------------------ | ------------------------------------ | ----------------------------------------------------------------- |
| 1                                    | 18 novembre 1998                     | Stade Josy-Barthel, Luxembourg, Luxembourg       | Luxembourg                           | N 0 - 0                              | Match amical                         | KVC Westerlo                         | Entre en jeu à la place de Gert Claessens à la 83e minute de jeu. |
| -                                    | 5 février 1999                       | Stade GSZ, Larnaca, Chypre                       | Grèce                                | D 0 - 1                              | Tournoi international de Chypre 1999 | KVC Westerlo                         | Remplaçant.                                                       |
| 2                                    | 30 mai 1999                          | Nishikyogoku Athletic Stadium (en), Kyoto, Japon | Pérou                                | N 1 - 1                              | Coupe Kirin 1999                     | KVC Westerlo                         | Entre en jeu à la place de Sandy Martens à la 85e minute de jeu.  |
| -                                    | 3 juin 1999                          | Stade olympique national, Tokyo, Japon           | Japon                                | N 0 - 0                              | Coupe Kirin 1999                     | KVC Westerlo                         | Remplaçant.                                                       |
| -                                    | 5 juin 1999                          | Stade olympique, Séoul, Corée du Sud             | Corée du Sud                         | V 2 - 1                              | Match amical                         | KVC Westerlo                         | Remplaçant.                                                       |
| 3                                    | 4 septembre 1999                     | Stade Feijenoord, Rotterdam, Pays-Bas            | Pays-Bas                             | N 5 - 5                              | Match amical                         | KVC Westerlo                         | Entre en jeu à la place de Gert Verheyen à la 86e minute de jeu.  |
| -                                    | 7 septembre 1999                     | Stade Maurice Dufrasne, Liège, Belgique          | Maroc                                | V 4 - 0                              | Match amical                         | KVC Westerlo                         | Remplaçant.                                                       |
| 4                                    | 10 octobre 1999                      | Stadium of Light, Sunderland, Angleterre         | Angleterre                           | D 1 - 2                              | Match amical                         | KVC Westerlo                         | Entre en jeu à la place de Branko Strupar à la 73e minute de jeu. |
| 5                                    | 13 novembre 1999                     | Stade Via del Mare, Lecce, Italie                | Italie                               | V 3 - 1                              | Match amical                         | KVC Westerlo                         | Entre en jeu à la place de Branko Strupar à la 81e minute de jeu. |
| 6                                    | 23 février 2000                      | Stade du Pays de Charleroi, Charleroi, Belgique  | Portugal                             | N 1 - 1                              | Match amical                         | KVC Westerlo                         | Entre en jeu à la place de Branko Strupar à la 81e minute de jeu. |
| 7                                    | 26 avril 2000                        | Ullevaal Stadion, Oslo, Norvège                  | Norvège                              | V 2 - 0                              | Match amical                         | KVC Westerlo                         | Titulaire, remplacé par Gilles De Bilde à la 63e minute de jeu.   |

| Matchs aspirants de Toni Brogno | Matchs aspirants de Toni Brogno | Matchs aspirants de Toni Brogno  | Matchs aspirants de Toni Brogno | Matchs aspirants de Toni Brogno | Matchs aspirants de Toni Brogno | Matchs aspirants de Toni Brogno | Matchs aspirants de Toni Brogno |
| #                               | Date                            | Lieu                             | Adversaire                      | Résultat                        | Compétition                     | Club                            | Notes                           |
| ------------------------------- | ------------------------------- | -------------------------------- | ------------------------------- | ------------------------------- | ------------------------------- | ------------------------------- | ------------------------------- |
| 1                               | 10 février 1999                 | Stade Jean-Bouin, Angers, France | France A'                       | D 1 - 2                         | Match amical                    | KVC Westerlo                    | Titulaire.                      |

## Palmarès

### En club
|  |  | Olympic CC - Championnat de Belgique de D3 (1) : - Champion : 1996 |

### Distinctions individuelles
- Meilleur buteur du championnat de Belgique de football 1999-2000.

## Vie privée
Toni Brogno est le frère de Dante Brogno et l'oncle de Loris Brogno, tous deux footballeurs professionnels également.